# McFarlane Toys
Pour les articles homonymes, voir McFarlane.
McFarlane Toys est un fabricant de figurines américain créé en 1994 par Todd McFarlane, l'auteur de Spawn.

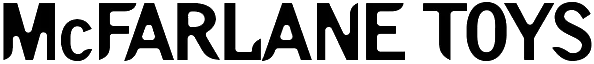

Ces figurines ne sont pas des jouets pour enfant mais s'adressent plutôt aux adolescents et aux adultes et font l'objet de collections par les fans.
Au départ, les figurines sont basées sur les personnages de la bande dessinée Spawn avec 30 séries consacrées à ces personnages. Puis des figurines sont produites sur d'autres séries et films dont les droits sont achetés comme Alien, Alien contre Predator, Napoleon Dynamite, Les Noces funèbres de Tim Burton, Wallace et Gromit, Shrek, Les Simpson et Lost.
Les séries des Movies Maniacs proposent de nombreux personnages issus du cinéma fantastique comme Chucky, Massacre à la tronçonneuse…
Dans les figurines maison, on trouve aussi les séries McFarlane's Monsters (monstres fantastiques), McFarlane's Military (militaires de l'armée américaine) et McFarlane's Dragons (des dragons).
Une série sur les personnages de la musique pop/rock comme Mötley Crüe, Slash, Elvis Presley, Les Beatles, Bon Jovi et Kiss.
Également une série de pochettes d'albums de rock ou des affiches de films reproduites en 3D : Led Zeppelin, Sex Pistols, Metallica, Jimi Hendrix et Les dents de la mer, Vendredi 13, Les griffes de la nuit et Rocky Horror Picture Show.
Ensuite McFarlane Toys a aussi produit des figurines du monde du Jeu vidéo en débutant en 1999 par une série de figurines Metal Gear Solid puis, continua en 2001, par une série de figurines Metal Gear Solid 2: Sons of Liberty. De nos jours, la firme possède plusieurs licences, comme Halo 3, Halo Wars ou encore Guitar Hero et Call of Duty.
Enfin, McFarlane Toys est également un géant des figurines de sport US avec sous licence les cinq principales ligues des sports américains. Ces figurines représentent des sportifs en situation avec matériel et maillot officiel (hormis les toutes premières séries lorsque McFarlane n'avait pas encore les droits).
On retrouve donc des figurines des ligues : LNH, NFL, MLB, NBA et Nascar, ces dernières n'étant disponibles qu'aux États-Unis.